# Гребля Джизре
Гребля Джизре — пропонована гребля на річці Тигр на північ від Джизре, Туреччина. Гребля Джизре має бути побудована нижче за течією від греблі Ілісу як її контрегулятор, а також за для виробництва електрики, зберігання води та зрошення.  Ця ГЕС запланована в рамках Проєкту розвитку Південно-Східної Анатолії (GAP). 
Тендер на будівництво греблі Джизре було проведено в травні 2008 року. Ця гребля буде мати гідро-електричну потужністю 240 МВт і забезпечить зрошення 121000 га.

## Ресурси Інтернету
- Проєкт Ілісу ГЕС(англ.)